# 内田龍麿
内田 龍麿（うちだ りゅうま、1964年2月14日 - ）は、日本の俳優。東京都出身。

## 人物
2025年3月31日、同日付でオフィスPACが事業停止したことに伴い、翌4月1日付でフリー転向。
方言は長崎弁。特技は読書、映画鑑賞。

## 出演作品

### 舞台
- 橋ものがたり（東京芸術劇場）
- 仮名手本ハムレット（俳優座劇場他）
- 私の下町ー母の写真（シアターサンモール）
- 坂の上の家（俳優座劇場）
- 紙屋悦子の青春（紀伊國屋サザンシアター）
- 桜の園（俳優座劇場）
- 田宮のイメエジ（俳優座劇場）
- 赤い鳥の居る風景（ソウル・N.Y.公演）
- やってきたゴドー（俳優座劇場） - ウラジミール 役
- 百歩蛇と馬頭琴（西池袋スタジオP）
- 死んだ女（西池袋スタジオP）
- あの瞳に透かされる（シアターグリーン）[5]
- 5月35日（吉祥寺シアター）[6]

### 映画
- コンクリート

### 吹き替え
- ボルジア家 愛と欲望の教皇一族
- 私が、生きる肌（セカ）

### テレビアニメ
- LUPIN the Third -峰不二子という女-（職員B[7]）

### ゲーム
- 逆転裁判5

### ラジオドラマ
- 戦争の悲しみ（NHKFM）